# Barnt Green House
Barnt Green House est un bâtiment situé dans le village de Barnt Green dans le Worcestershire en Angleterre.
Il s'agit d'un monument classé qui était jadis la résidence de la noblesse locale. La reine et impératrice des Indes Victoria y a séjourné  quelque temps. La maison a été achetée aux précédents occupants, la famille Yates, par le 6e comte de Plymouth en 1811.
La maison a été construite en 1651, mais elle semble avoir été entièrement rénovée au XIXe siècle, dans un style Tudor. Le bâtiment a perdu la quasi-totalité de son territoire environnant et est désormais un bar à vins et un pub, connu sous le nom Green Inn Barnt.